# Decauville-Bahnen der Phosphatminen von Tébessa
| Lokomotivschuppen, Tébessa, Algerien, April 1914 |                     |                                        |                                        |
| Lagekarte Djebel Dyr und El Kouif bei Tébessa |                     |                                        |                                        |
| Streckenlänge: | 6 km                |                                        |                                        |
| Spurweite: | 600 mm (Schmalspur) |                                        |                                        |
| |                     |                                        |                                        |
| \| \| \| Bahnstrecke Tebessa–Haïdra von Tebessa \| \| \| \| 112 0 \| Bahnstrecke Tebessa–Haïdra nach Haïdra \| Bahnstrecke Tebessa–Haïdra nach Haïdra \| \| \| \| meterspurige Zweigbahn \| \| \| \| 4 \| Verladungsstation \| Verladungsstation \| \| \| 0 \| Talstation der Luftseilbahn \| Talstation der Luftseilbahn \| \| \| \| Bleichert-Luftseilbahn \| \| \| \| 2,6 \| Bergstation der Luftseilbahn \| Bergstation der Luftseilbahn \| \| \| 0 \| \| \| \| \| \| Decauville-Bahn \| \| \| \| 5 \| \| \| \| \| \| Bremsberg \| \| \| \| 6 \| \| \| \| \| \| Untertagebergwerk am Djebel Dyr \| \| |                     |                                        |                                        |
| |                     | Bahnstrecke Tebessa–Haïdra von Tebessa |                                        |
| Abzweig ehemals geradeaus und nach rechts | 112 0               | Bahnstrecke Tebessa–Haïdra nach Haïdra | Bahnstrecke Tebessa–Haïdra nach Haïdra |
| Strecke (außer Betrieb) |                     | meterspurige Zweigbahn                 | meterspurige Zweigbahn                 |
| Betriebs-/Güterbahnhof Streckenende (Strecke außer Betrieb) | 4                   | Verladungsstation                      | Verladungsstation                      |
| Betriebs-/Güterbahnhof Streckenanfang, rechts und Streckenende (Strecke außer Betrieb) | 0                   | Talstation der Luftseilbahn            | Talstation der Luftseilbahn            |
| |                     | Bleichert-Luftseilbahn                 |                                        |
| Betriebs-/Güterbahnhof Streckenende, rechts und Streckenende (Strecke außer Betrieb) | 2,6                 | Bergstation der Luftseilbahn           | Bergstation der Luftseilbahn           |
| U-Bahn-Betriebs-/Güterbahnhof Streckenanfang (Strecke außer Betrieb) | 0                   |                                        |                                        |
| U-Bahn-Strecke (außer Betrieb) |                     | Decauville-Bahn                        | Decauville-Bahn                        |
| U-Bahn-Blockstelle (Strecke außer Betrieb) | 5                   |                                        |                                        |
| |                     | Bremsberg                              |                                        |
| U-Bahn-Blockstelle (Strecke außer Betrieb) | 6                   |                                        |                                        |
| U-Bahn-Tunnelanfang (Strecke außer Betrieb) |                     | Untertagebergwerk am Djebel Dyr        | Untertagebergwerk am Djebel Dyr        |

Die Decauville-Bahnen der Phosphatminen von Tébessa waren mehrere um 1895 betriebene Schmalspurbahnen mit einer Spurweite von 600 mm am Djebel Dyr und bei El Kouif in der Nähe von Tébessa im damaligen Département Constantine in Algerien.

## Geschichte

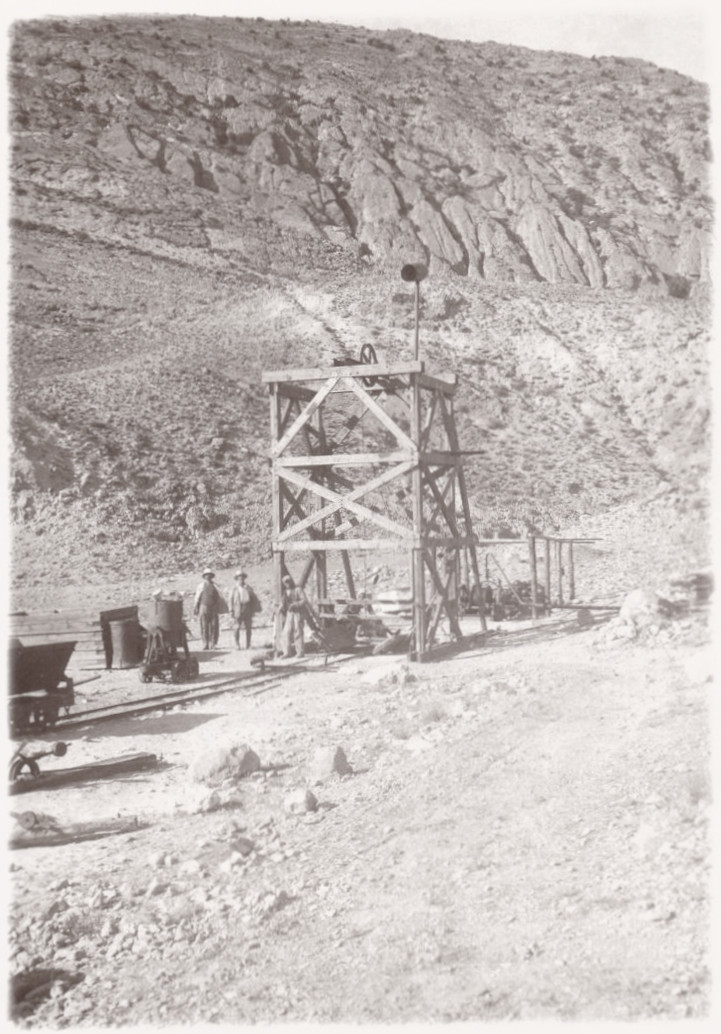
Decauville-Bahn am Schacht Nr. 5, El Kouif

Die Phosphate von Tébessa stammen nicht von an Landtieren oder Vögeln, denn sie entstanden weder aus Knochen, noch aus phosphorhaltigem Guano. Eine 2015 veröffentlichte petro-mineralogische Analyse von am El Kouif entnommenen Proben zeigte, dass die Sedimentphosphate marinen Ursprungs sind. Die Sortierung und morphoskopische Beobachtung führte zur Isolierung von Koprolithen, fossilen Fischzähnen und Lithoklasten, vor allem aber von eiförmigen phosphatischen Pellets. Es sind mineralische, aus phosphorsaurem Kalk bestehende, mehr oder weniger reine Phosphate. Die seit der Zeit um 1895 industriell ausgebeuteten Phosphatminen von Tébessa in Algerien liegen in einer öden und unkultivierten Gebirgsregion, in der außer dem Phosphatlager auch Eisen-, Blei- und Zinkerzlagerstätten vorkommen. Das Phosphatlager wurde anfangs in den Bergwerken von Crookston, von Jacobsen und einer französischen Aktiengesellschaft ausgebeutet, von denen die erstgenannte die am besten eingerichtete war und außerordentliche Schwierigkeiten zu bewältigen hatte.
Die Mächtigkeit des Phosphatlagers wurde um 1895 auf etwa 2 Meter veranschlagt. Der Aufschluss geschah unter Tage durch Stollenbau, der Abbau durch weite Pfeiler. Bei den Gewinnungsarbeiten wurde wegen der großen Festigkeit des Phosphates neben der Keilhaue auch Dynamit angewendet. Der Streckenausbau geschah mit Holz.

## Streckenverlauf am  Djebel Dyr

### Meterspurige Zweigbahn
Bei Kilometer 112 der Eisenbahnstrecke Bahnstrecke Tebessa–Haïdra führte eine 4 km lange meterspurige Zweigbahn mit einer sanften Steigung zu den Bergwerken, so dass die leeren Wagen mithilfe von Pferden zur Verladungsstation, die zugleich die Endstation einer Luftseilbahn war, hinaufgezogen werden konnten, während die Züge mit jeweils 15 mit Phosphat beladenen Wagen von der Verladungsstation nur abgebremst zu werden brauchten.

### Bleichert-Luftseilbahn
Der Höhenunterschied zwischen der oberen Endstation dieser Zweigbahn und den Bergwerken betrug über 600 m, wobei das dazwischenliegende Terrain vielfach von Schluchten durchzogen war. Um diese Terrainhindernisse zu überwinden, hatte man die Luftseilbahn mit einer Länge von 2600 m erbaut.
Die Seilbahn war von der Firma Bleichert in Leipzig geliefert und installiert worden. Sie hatte zwei Tragseile und ein endloses Zugseil von 25–35, bzw. 25 mm Durchmesser; die Tragseile wurden von hohen eisernen Pfeilern mit einer Höhe von bis zu 25 m getragen und durch hölzerne, mit 20–30 t Steinen belastete Caissons gespannt. Der Antrieb wurde durch einen Motor mit 25 PS bewerkstelligt. Die Fördergefäße fassten jeweils 450 kg Phosphat und wurden vom Motor durch das Zugseil mit einer Geschwindigkeit von 1,75 m pro Sekunde fortbewegt.

### Bremsberg und Decauville-Bahn

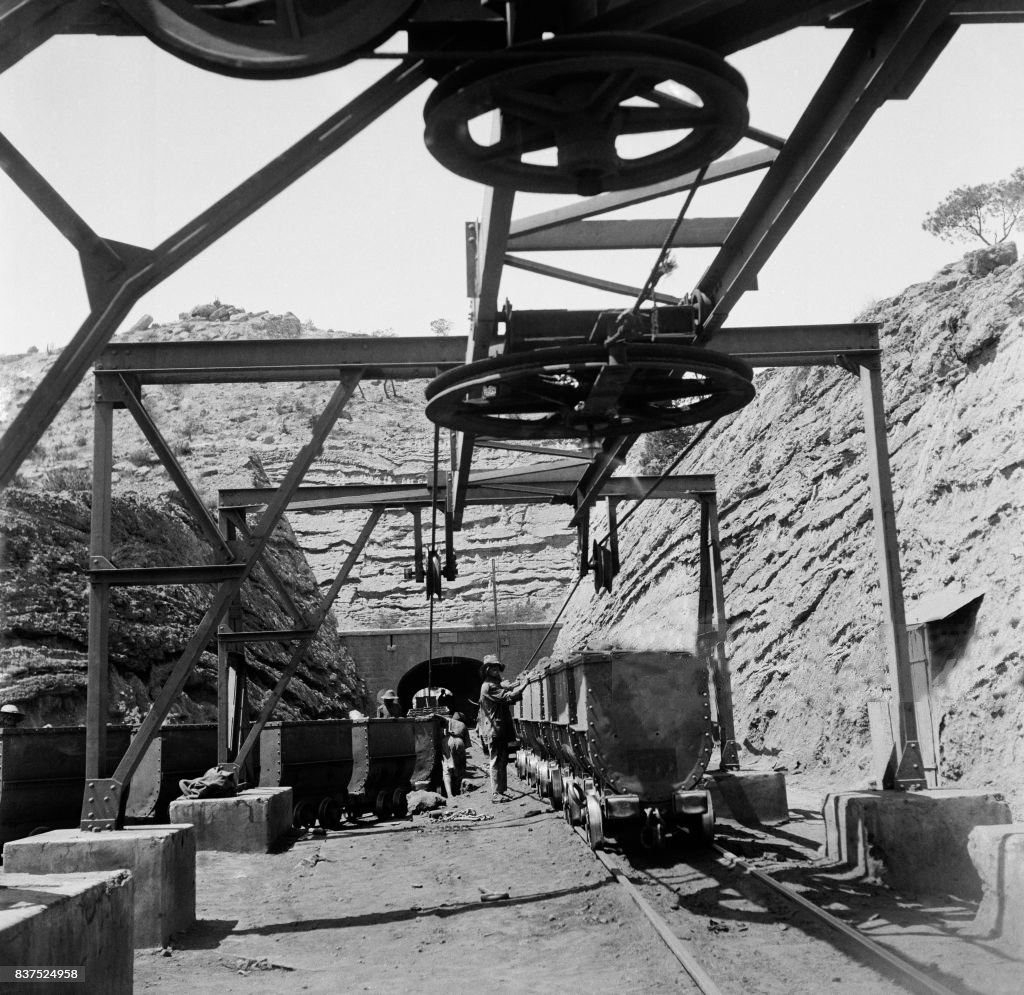
Mit Erz gefüllte Waggons an der Talstation des Bremsbergs der Phosphatmine, El Kouif, 1946

Im Anschluss an die Luftseilbahn gab es eine Decauville-Bahn und einen Bremsberg von insgesamt 6 km Länge. Die Decauville-Bahn und der Bremsberg stellten die Verbindung der Bergwerke mit der oberen Station der Luftseilbahn her. Der Höhenunterschied, den letztere überwand, betrug 380 m. Der Bremsberg am Abhang des Djebel Dyr hatte eine Länge von 1 km und war mit drei Schienen versehen.

## Produktion

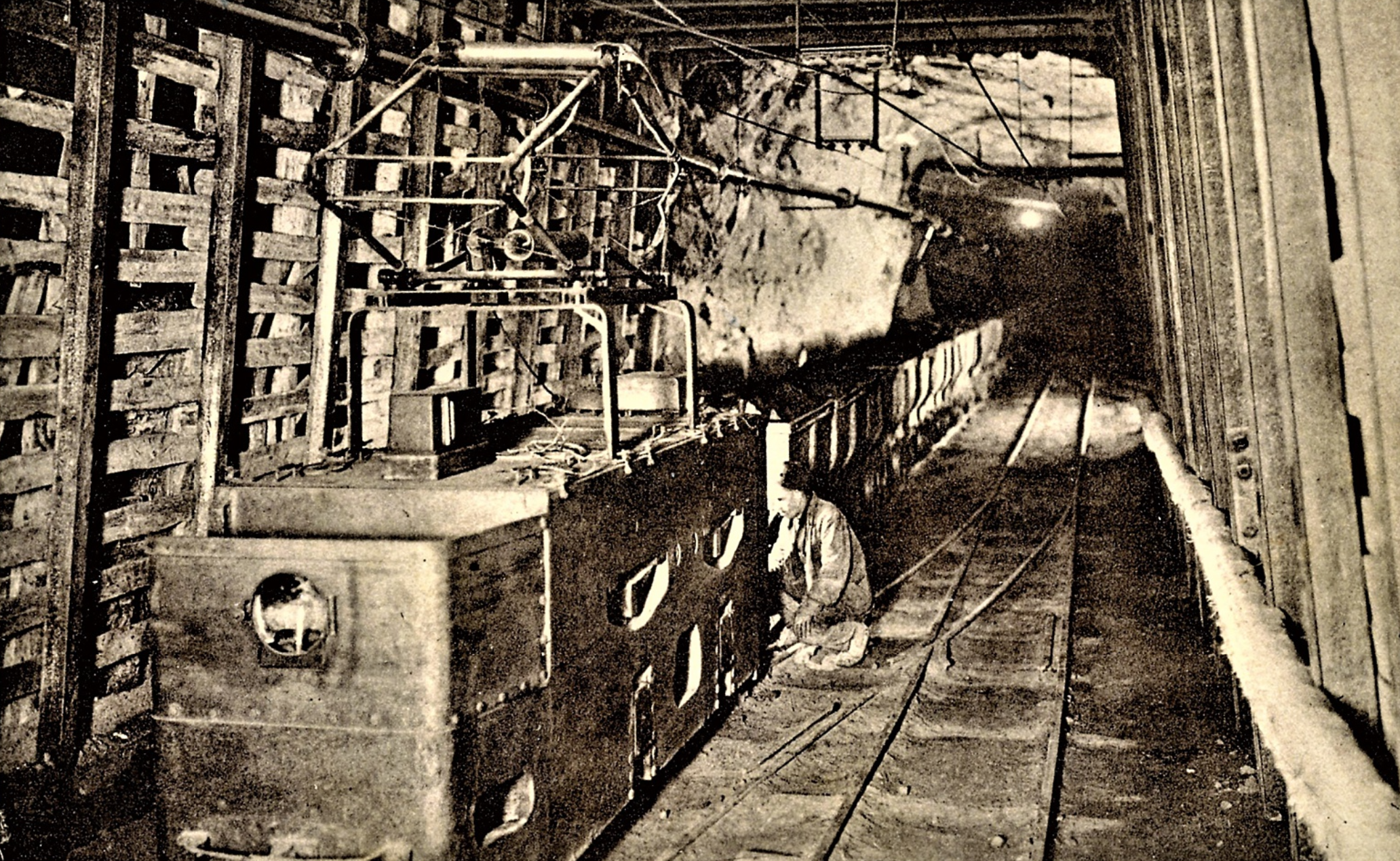
Elektrolok im Untertagebergwerk der C^{ie} des Phospates de Constantine, 1928

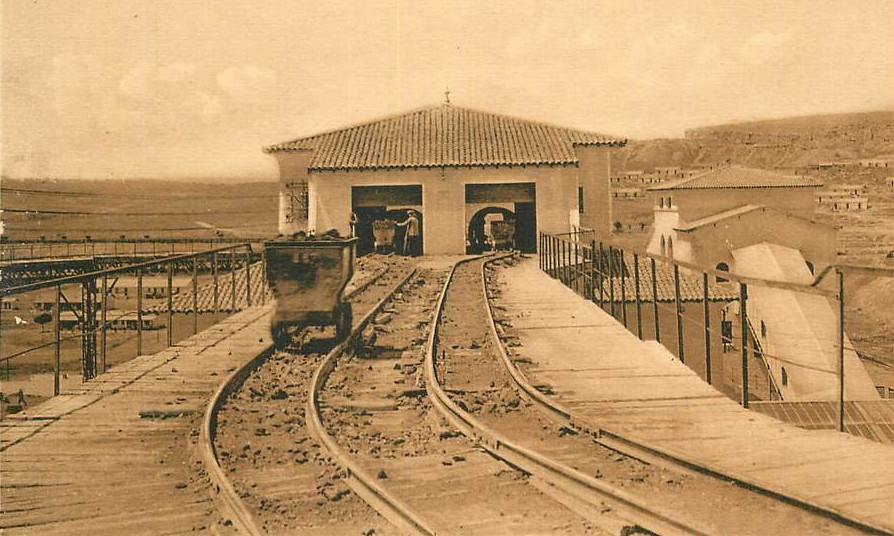
Zufahrt zu den Kippern der Phosphatmühle der Mine du Djebel-Kouif der Cie des Phospates de Constantine, 1928

Um 1928 betrieb die Cie des Phospates de Constantine das Bergwerk und seine Anlagen und setzte unter Tage bereits elektrische Lokomotiven ein.
Da das gewonnene Produkt aus der Grube im feuchten Zustand gefördert wurde, musste es sofort einem Trocknungsverfahren unterzogen werden. Dies wurde in besonderen Trockenapparaten und mittels Blakmann-Ventilatoren durchgeführt. Diese Trockenapparate bestanden aus großen Blechzylindern, die in einem Ofen rotierten und im Inneren mit einer archimedischen Schraube ausgerüstet waren.
Unweit dieser Trockenapparate baute man große Öfen, die wie Kalköfen zum kontinuierlichen Betrieb eingerichtet waren und um 1896 in Betrieb genommen werden sollten.
Das aus der Mine Djebel Dir geförderte Phosphat wurde um 1895 auf den Eisenbahnen der Compagnie Bône-Guelma bis Bône (heute Annaba) transportiert, von wo man es nicht nach Frankreich, sondern nach London exportiert hat, um es dort zu Superphosphat zu verarbeiten, und dann zu allen Märkten Europas und selbst nach Frankreich weitertransportierte.
Außer dem Vorkommen von Tébessa finden sich in Algerien noch Phosphate im ehemaligen Departement Oran, wo man dieselben auch gewonnen hat, ferner im ehemaligen Departement Algier, die jedoch im 19. Jahrhundert nicht abgebaut wurden und die in dieser Zeit auch nicht Gegenstand eines Konzessionsgesuchs waren.

## Konzessionäre
Die Constantine Phosphate Company, die am 13. November 1893 in Leith (Schottland) gegründet worden war, besaß 1899 eine 28 Kilometer lange Eisenbahn. Sie hatte die Konzession für die reichen und sowohl qualitativ als auch quantitativ so berühmten Kalkphosphatvorkommen im Kouif-Gebirge bei Tébessa. Sie förderte um  1899 etwa 120.000 Tonnen pro Jahr.
Ab Mai 1912 beteiligte sie sich an der französischen Compagnie des Phosphates de Constantine. Als sich um 1920 die Transportmittel, die ihr von der Eisenbahn Bône–Guelma zur Verfügung gestellt worden waren, als unzureichend erwiesen, hat sie sich 40 Lokomotiven und 200 Güterwagen beschafft. Ihre Industrieanlagen galten als erstklassig: zwei Kraftwerke, eines mit 800 PS, das andere mit 1500 PS; eine Brecheranlage, die 3.000 Tonnen pro 24 Stunden verarbeiten konnte; ein Verladesilo, das pro Stunde 40 Eisenbahnwagen beladen konnte; eine Halle, die die Lagerung von 50.000 Tonnen Phosphat ermöglichte und zwei 2 holzbefeuerte Öfen.
Die französische Société des Phosphates de Tébessa war um 1899 ebenfalls in der Produktionsphase. Ihre Produktion war zu dieser Zeit noch ausbaufähig und betrug etwa die Hälfte der Produktion der Constantine Phosphate Company.
Die Constantine Phosphate Company exportierte 1903 etwa 170.000 t, die Societe francaise des Phosphates de Tébessa etwa 31.000 t und die aus der Compagnie Crookston hervorgegangene Cie des Phosphates du Dyr etwa 76.000 t Phosphate.

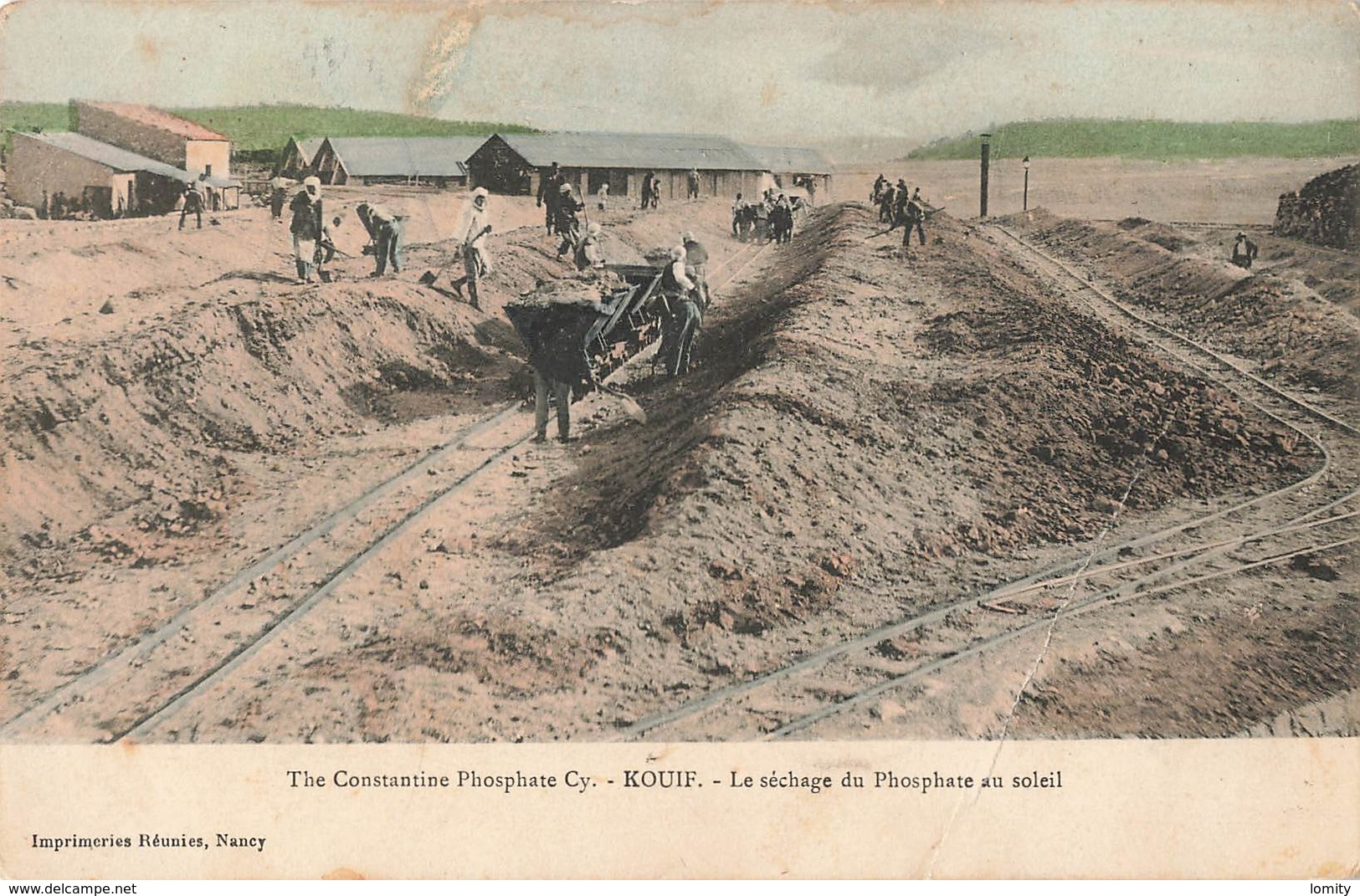
Decauville-Kipploren auf dem Sonnentrocknungsplatz der Constantine Phosphate Company

Der Höhepunkt des Phosphat-Transportaufkommens von Tébessa nach Bône wurde 1913 mit 369.590 t erreicht. Nachdem der Achtstundentag eingeführt worden war und die ersten Eisenerztransporte von Ouenza nach Bône auf derselben Strecke durchgeführt wurden, sank die maximale Produktions- und Transportkapazität. Die beiden Bergwerke El-Kouif und El-Bey wurden zu einem gemeinsamen Zentrum verbunden, das mit gemeinsam genutzten Brechwerkstätten, Konzentratoren und Sortierbänken ausgestattet war. Das Erz verließ die Konzentratoren mit speziellen Transportern zu den großen Lagern, der Feuertrocknungsanlage und den Sonnentrocknungsplätzen.

## Arbeiter
Das Gebiet um El Kouif und Gourbis war in mehrere Siedlungsgebiete unterteilt, die von Nord nach Süd Spanisches Dorf, Kabylisches Dorf und Constantine genannt wurden. Die unverheirateten Arbeiter lebten weiter südlich in Aïn Beïda. Die Arbeit in den Bergwerken im Osten Algeriens hatte insbesondere auch viele italienische Gastarbeiter angezogen: Die allgemeine Volkszählung Algeriens von 1902 ergab, dass fast siebenhundert europäische Arbeiter in den Bergbauzentren des  Départements Constantine arbeiteten, wovon die Mehrheit aus Italien stammte. Zu dieser Zeit gründeten sie mit ihren Familien Siedlungen um Tebessa mit fast tausend Einwohnern. In der ersten Hälfte des 20. Jahrhunderts gab es insbesondere auch Sarden, die in den algerischen Bergwerken von Kouif und Dyr arbeiteten.

## Niedergang
Die Schwierigkeiten beim Abbau und der sinkende Phosphatgehalt führten dazu, dass 1908 die Bergwerke Djebel Dyr und 1912 die Bergwerke Aïn Kissa und Ain Diba stillgelegt wurden. Daraufhin lieferte das Bergwerk El Kouif bis 1966 den Großteil der algerischen Produktion. Im Rekordjahr 1926 machte dieser 720.000 von insgesamt 930.000 Tonnen aus, womit Algerien jedoch weit hinter Tunesien und Marokko zurückblieb, wo die Förderung gerade erst begonnen hatte. Seit dem Ende des Zweiten Weltkriegs wurde die Fördermenge weiter reduziert, und die Produktion wurde 1963 praktisch eingestellt. Bei den seither geförderten Zehntausenden Tonnen geht es vor allem darum, die kleine Düngemittelfabrik der SAPCE in Annaba zu versorgen und einige Arbeitsplätze zu erhalten, indem die letzten Säulen niedergerissen werden.